# Hôtel de l'Europe
Pour les articles homonymes, voir Hôtel de l'Europe.
L'hôtel de l'Europe (anciennement hôtel Senozan), situé dans le 2e arrondissement de Lyon, est un bâtiment classé et inscrit (pour parties) au titre des monuments historiques français par arrêtés successifs dont le dernier en date du 10 septembre 1996.  
Construit en 1653 par Girard Desargues à la demande d'un riche lyonnais anobli, Pierre Perrachon de Saint-Maurice, cet hôtel particulier est décoré vers 1721 d'œuvres de Daniel Sarrabat. Transformé en hôtel de voyageurs au lendemain de la Révolution, il acquiert une réputation de "Palace des grands de ce monde". Depuis la seconde moitié du XIXe siècle, il a subi de nombreuses modifications et son activité hôtelière qui n'occupait plus la totalité de l'espace a cessé au début du XXe siècle.

## Architecte et commanditaire
L’« Hôtel Perrachon », appelé plus souvent « Hôtel de Senozan » ou « Hôtel de Montribloud » et connu plus tard sous le nom d’« Hôtel de l’Europe », est élevé vers 1653. Il se situe à proximité de l’angle nord-ouest de la Place Bellecour, en bord de Saône, face à sa rive droite. L’emplacement était au départ occupé par des bâtiments vétustes de l’ancienne douane du port du Roy. Les plans sont dessinés par l’architecte à qui on attribue aujourd’hui l’essentiel de la conception de l’Hôtel de Ville, Girard Desargues et le commanditaire des travaux est Perrachon de Saint-Maurice.

### Girard Desargues
Girard Desargues est d'origine lyonnaise, son père était notaire royal et receveur des décimes pour le Roi. Lui-même exerce d’abord une activité de marchand jusqu'au moment où il quitte Lyon pour Paris (de 1625 à 1648). Là, il fait une étonnante reconversion dans les domaines techniques et scientifiques et il acquiert rapidement une grande notoriété. Ingénieur et mathématicien, il devient aussi architecte.
Lyon, sa ville natale, le sollicite naturellement quand, en 1646, le Consulat prend la décision d'édifier un nouvel Hôtel de Ville en remplacement de l’Hôtel de la Couronne (actuellement Musée de l'imprimerie) situé rue de la Poulaillerie. Desargues revient donc à Lyon de 1648 à 1658, collabore avec  Maupin pour l'Hôtel de Ville mais il fait aussi les plans de deux autres édifices lyonnais : la maison à trompe du Pont de pierre sur la Saône, face à l’église Saint-Nizier, et, en 1653, l’Hôtel particulier appelé plus tard Hôtel de l’Europe.

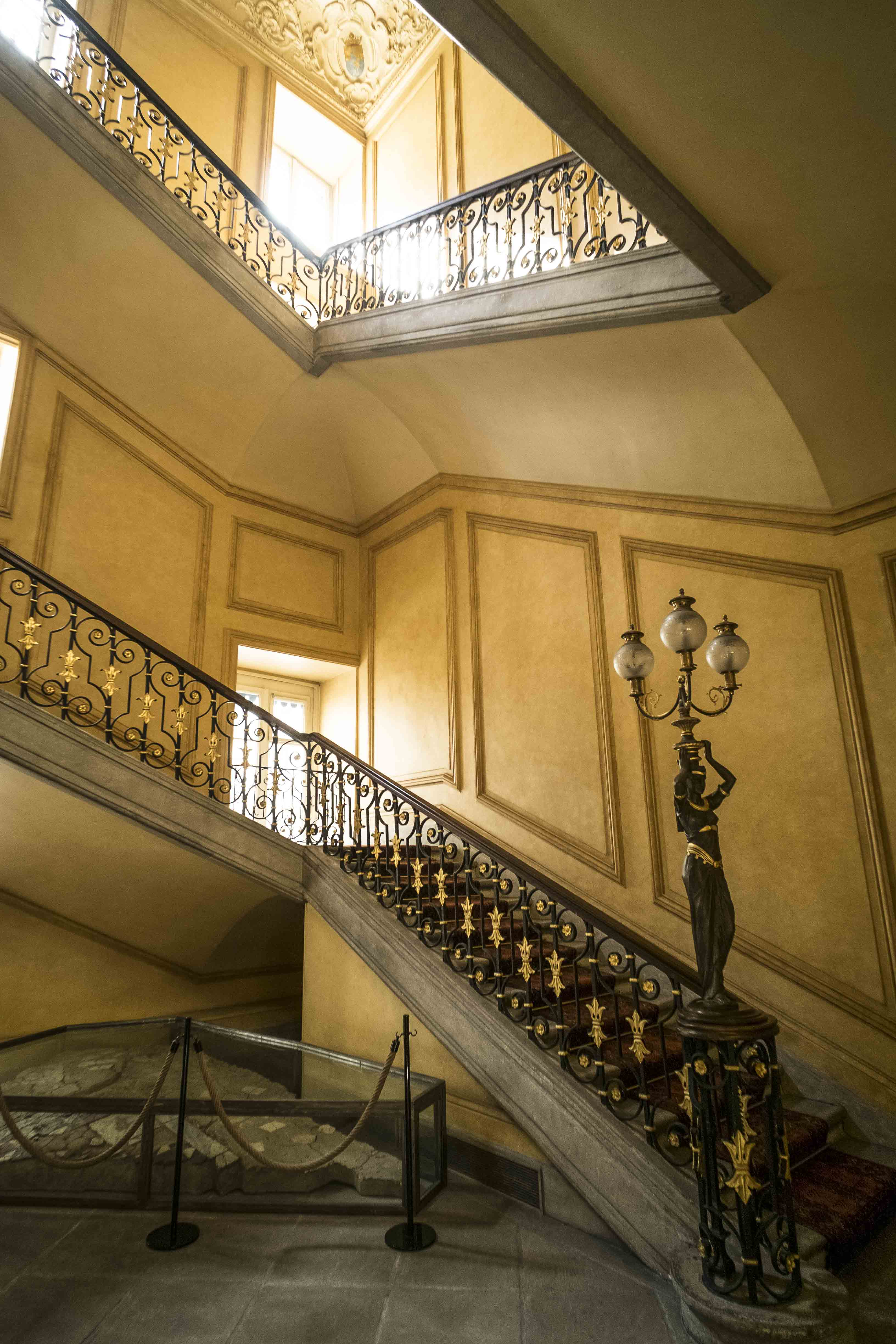
Escalier intérieur de l'hôtel de l'Europe

### Pierre Perrachon de Saint Maurice
Riche lyonnais, issu d’une famille protestante, Pierre Perrachon de Saint-Maurice est le commanditaire de l’hôtel. Cumulant titres et charges qu'il n'exerce pas toujours (par exemple, juge garde héréditaire à la monnaie de Lyon et Trésorier général de France), il vit surtout de ses rentes, des bénéfices des prêts qu’il consent, et des revenus que lui procure une activité spéculative immobilière intense aussi bien à Lyon que dans les campagnes avoisinantes (Bresse, Beaujolais, Mâconnais, Forez, Bugey, Dauphiné). 
Propriétaire, entre autres biens, dans le sud de la presqu'île, d’une partie du tènement de Villeneuve-le-Plat et de celui de Bellecour, lieux de prédilection de ses achats et de ses constructions, il choisit de faire construire non loin, au Port du Roi, à la place d'un ancien bâtiment proche des possessions des Célestins qu'il avait acquises de Pierre de Pomey, son hôtel particulier. Il en commande les plans à Girard Desargues, présent alors à Lyon, et l’immeuble, dont l’escalier monumental encore présent aujourd'hui porte bien la marque du talentueux architecte, est probablement achevé en 1653.

### Plusieurs mutations à la fin duXVIIesiècle
Ce nouveau domicile est achevé juste après le mariage, en juin 1652, de Pierre Perrachon qui s'allie à une vieille famille de la noblesse en épousant Marie Urre d’Aiguebonne, la fille d'Antoine Rostaing d’Urre seigneur d'Aiguebonne, marquis de Tréfort en Bresse, gouverneur de Montferrat et chevalier du Saint-Esprit, et d’Huguette Liotard. Pierre Perrachon n'hésite cependant pas à introduire de notables modifications à sa demeure :  à l'origine, l'hôtel possédait un très grand jardin mais, dès 1669, poursuivant son activité spéculative immobilière, il y fait élever cinq nouvelles autres maisons, et en 1674 une sixième qu'il revendra. Elles correspondent aux no 1 à 5 de la Place Bellecour et au no 3 rue Louis-le Grand (rue Bellecour). La fortune de Pierre Perrachon voit néanmoins sa croissance se stopper en 1686. Les ennuis commencent et la floraison de ventes de beaucoup de ses biens en atteste. 
Par son testament de juin 1685, Pierre faisait de son fils aîné, Alexandre-Louis, son légataire universel . Ce dernier hérite donc de l'hôtel en 1688 à la mort de Pierre Perrachon et le revend en juillet 1695 à Humbert Piarron de Chamousset (1640-1738), alors recteur de l'aumône générale. À partir de 1707 l'hôtel devient la propriété des Olivier de Senozan  pendant deux générations, période au cours  de laquelle il est embelli de luxueux décors, toiles peintes et plafonds, œuvres de Daniel Sarrabat.

## L'embellissement à l'heure du baroque et de la famille de Senozan

### Entre les mains de banquiers lyonnais, les Olivier de Senozan
En 1707, l’hôtel particulier de Perrachon de Saint Maurice, est devenu la propriété de la famille Olivier de Senozan, originaire de Poussan dans le Languedoc. Deux de ses deux représentants, David Olivier (1642-1722), protestant converti au catholicisme en 1685 lors de la Révocation de l’édit de Nantes, devenu échevin de la capitale des Gaules de 1697 à 1698 et riche banquier (lors de la guerre de Succession d’Espagne (1702-1714), il est sollicité pour faire de nombreux prêts à la trésorerie royale) puis son fils, François Olivier de Senozan (1678-1739) dont la notoriété assure une brillante ascension et un départ à Paris (il est nommé Président de la Chambre des comptes de Paris, et, en 1726, intendant général du clergé, chargé donc de la collecte des dîmes pour dix ans) donnent à "l'hôtel de Senozan" une décoration somptueuse.

### La décoration deSarrabat
La date présumée de cette décoration serait 1721, une année donc avant le décès de David Olivier et avant que son fils François ne s'installe définitivement à Paris. Sarrabat peint les plafonds et décore de toiles les murs des salons du second étage, choisissant des scènes mythologiques à l’origine de leur appellation : cabinet d’Hercule et cabinet de Minerve.
Le plafond du premier cabinet représente le Triomphe d’Hercule accueilli dans l’Olympe, et six tableaux sur toile retracent les principaux épisodes de vie du dieu. Le cabinet de Minerve avait quant à lui deux œuvres sur toile, La naissance de Minerve et Minerve et Vulcain. Quant à son plafond, il réunit trois scènes, Minerve reçue par les Muses, La toilette de Minerve, et Le combat de Minerve contre les Titans. 

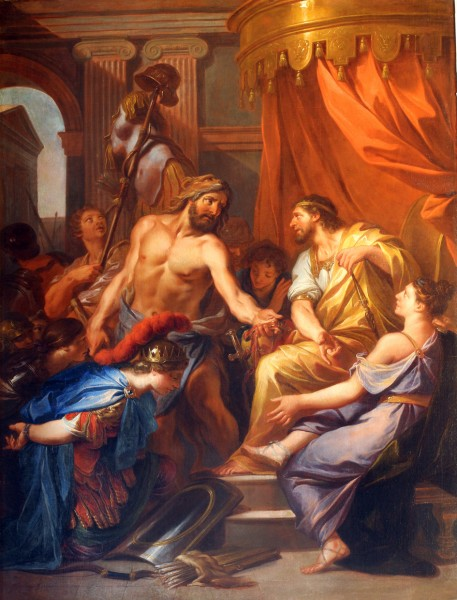
Daniel Sarrabat - Hercule apporte à Eurysthée la ceinture de la reine des Amazones

L’ensemble des huit œuvres sur toile (les six du cycle d'Hercule, et les deux du cycle de Minerve) n’est pas toujours resté à l’Hôtel de l’Europe qui n’a gardé longtemps qu’une seule de ces œuvres, Hercule apportant à Eurysthée la ceinture de la reine des Amazones. Parmi les sept autres, déplacées et conservées au château de Pizay à Saint-Jean d’Ardières (69) au cœur du Beaujolais, les cinq du cycle d’Hercule (Naissance d’Hercule, Éducation d’Hercule, Hercule offrant ses armes à Mercure, Enlèvement de Déjanire par le centaure Nessus) ont été remises à l’Hôtel de l’Europe lors de la campagne de restauration de 1995, les deux de Minerve seraient toujours au Pizay.

### Un hôtel fastueux acquis par Christophe-François Nicolau de Montribloud
Le baron Christophe-François Nicolau de Montribloud est le fils du banquier lyonnais, Pierre Nicolau, écuyer, seigneur de Poussan, échevin et trésorier de la ville puisque receveur général des deniers communs, dons et octrois de la ville et communauté de Lyon, charge dont Christophe-François hérite en 1752, et dont il est titulaire de 1766 à 1775. La date de son acquisition de l'Hôtel de Senozan varie selon les sources. Il possède l'une des plus grosses fortunes lyonnaises mais, accusé de mauvaise gestion dans sa charge de receveur (on le soupçonne d’avoir mélangé ses comptes personnels avec ceux de la ville de Lyon), il est remplacé en janvier 1776 par Louis Tolozan de Montfort et préfère quitter peu après Lyon pour Paris où il fait faillite. 
Son hôtel particulier de Lyon (ancien Hôtel de Senozan) était réputé par deux particularités. Il y avait rassemblé l’une des plus belles collections scientifiques de France, comprenant des objets d’histoire naturelle, des instruments de physique et une bibliothèque originale (il la met en vente dans ses salons en novembre et décembre 1782). Un riche ensemble de toiles (106 tableaux, dont 16 de maîtres italiens) s'y trouvaient également, ce qui le faisait cité comme l’exemple même du lyonnais « parisianisé ».
La vente des biens lyonnais de Montribloud commence et en 1784 son hôtel particulier est acheté par Jean-Baptiste Delhorme dit de l´Ile  (1736-1785), un gros négociant qui le transmet à ses deux enfants, son fils Jean-François (1776-1819) et sa fille Joséphine (1774-1835). La famille de Lhorme  est originaire de Lyon mais, installée, depuis la génération du père de Jean-Baptiste,à Saint-Pierre en Martinique où elle possède de nombreux immeubles de grands domaines.

## Une nouvelle vocation auXIXesiècle: « Le Palace des Grands de ce monde»

### Les interrogations de la période révolutionnaire
Comment s’est faite la transition entre la fin de l’Ancien Régime et le moment où, sous le Consulat, l’hôtel que possédait la famille De Lhorme, devient l'Hôtel de l’Europe, accueillant de prestigieux voyageurs ? Domicile au XVIIIe siècle de banquiers, fermiers généraux et riches financiers appartenant le plus souvent à la noblesse, situé au cœur du quartier de la place Bellecour, il est à lui seul un symbole de l’Ancien Régime. Pourtant il semble peu atteint par les détériorations au lendemain du siège de Lyon et du décret du 1er octobre 1793 de la Convention mettant en place à la fois un comité de séquestre pour s’emparer des biens des riches citoyens et un comité de destruction pour abattre leurs maisons. L'hôtel est donc préservé, il reste dans les mains de la famille de Lhorme qui ne le vend qu'en 1805 à Louis Roche des Escures.

### Un hôtel de luxe pour les voyageurs
Sa conversion d'hôtel particulier en hôtel de voyageurs date de la reconstruction de Lyon entreprise dès le Consulat. À l’initiative de Bonaparte lui-même et de son préfet, Verninac, tout le quartier Bellecour est restauré. Bonaparte veut entamer son œuvre de pacification intérieure : il saisit l’occasion de son retour vers Paris après son intervention en Italie en 1800 (victoire de Marengo, le 14 juin, contre les Autrichiens) pour s’arrêter à Lyon, ville royaliste et jacobine et apparaître comme son « ré-édificateur ». De nombreuses pièces de monnaie, des gravures aussi, célèbrent ce jour où Bonaparte lui-même, pose une première pierre non loin de l’emplacement de l’ancien Hôtel de Montribloud. Une plaque apposée à l’angle des rues Chambonnet et du Plat, confirme que le 29 juin 1800 (10 messidor an VIII), sous le consulat, Bonaparte « posa la 1re pierre de ces édifices. Il les releva par sa magnificence ». L’hôtel particulier, qui abritait déjà un restaurant dans l'une de ses parties devient un hôtel de luxe pour voyageurs et prend désormais le nom de « Hôtel de l’Europe ».

### Une réputation internationale, des hôtes de marque
Dans le Guide du Voyageur à Lyon, ou Lyon ancien et Lyon moderne, de Jean Lyons, édité en 1838, l'Hôtel de l'Europe figure au premier rang des hôtels recensés : « Le plus renommé est sans contredit l’hôtel de l’Europe près de la place Bellecour. C’est là que les étrangers de marque, les princes, etc., descendent de préférence. Cet hôtel est magnifique et d’une étendue immense. ». 
Parmi les hôtes célèbres qui y séjournent, on cite Talleyrand en 1801, Charles IV, roi d’Espagne, en 1802, des princesses russes en 1805, les tragédiens Talma et Rachel, Madame Récamier de juin 1812 au printemps 1813; Napoléon lui-même, dans la nuit du 10 mars 1815, après son retour de l’île d’Elbe y fait étape. Le duc d'Orléans le choisit lors de son passage à Lyon le 3 décembre 1831. Plus tard, le second Empire n'est pas une période moins brillante : on y voit passer tour à tour le duc d’Aumale, Napoléon III lui-même, le Roi Alphonse XII d’Espagne, l’ambassadeur de Birmanie, Mérimée et même l’émir Abd el-Kader ou, en 1857, Maximilien II, roi de Bavière.
L’hôtel est donc un haut lieu de la vie mondaine de Lyon, tout proche du no 31 place Bellecour, où Clémence Daudignac, épouse de Marc Antoine Noyel de Béreins de Sermezy, tient salon au bénéfice de l’élite lyonnaise ; les personnalités de passage ou en exil, qui séjournent à l’Hôtel de l’Europe, y sont souvent reçues. Cette réputation continue sous la Troisième République où par exemple sont signalés les séjours fréquents d'Alphonse de Rothschild. 
L'activité hôtelière a cependant peu à peu périclité et disparu. À l'aube du XXe siècle, après quelques transformations concernant la salle de bal et les salons, de nouveaux gérants, M. et Mme Cazenave tentent de relancer sa réputation : le 10 octobre 1901, une soirée d'inauguration avec concert est donnée dans des locaux rénovés. Mais peu de temps après, la société d'exploitation mise en place, et le nouveau gérant de l'hôtel (M. Degnin) s'endettent et font faillite; la société est mise en liquidation. "Beaucoup de belles choses disparaissent alors ou sont saisies par les créanciers"; il y a mise en adjudication du fonds de l’hôtel qui doit alors  fermer.  

### Un investissement rentable de négociant
Au cours du XIXe siècle, les différents propriétaires de l'Hôtel de l'Europe sont connus : Louis Roche des Escures le cède en 1824 à Gérard-Etienne Gourd (1787-1854), puis en 1838, c'est Jean-Pierre Lempereur (1778-1859), marchand de toiles, originaire de Tenay mais installé à Lyon. Ce bien est pour lui un investissement immobilier des bénéfices de son négoce. L’activité hôtelière est alors sous la responsabilité de Pauché fils  qui a succédé à son père et ce dernier possède même  une petite partie des locaux, un petit pavillon au -dessus de la terrasse. Lempereur n'habite lui-même un des appartements qu'à la fin de sa vie et loue les autres. Sa femme, Marie-Laurence Laporte, en hérite quand il meurt en 1859 et elle le lèguera à son héritier et neveu, Laurent Laporte qui le garde de 1866 jusqu'à son décès en 1922. Ce dernier n'y habite pas, il est installé à Paris et fait une carrière dans la magistrature.
À la mort de Jean-Pierre Lempereur en 1859, l’hôtel est décrit ainsi dans sa déclaration de succession : maison sise rue Louis le Grand no 1 et quai Port du Roi (cave, rez-de-chaussée, 3 étages, 9 ouvertures sur la rue et 12 sur le quai). Son revenu brut et annuel est alors de 37 000 francs, ce qui représente un capital de 740 000 francs. À la mort de Laurent Laporte en 1922, il y a sept locataires différents ; le revenu annuel s'élève à 39 480 francs. Six locataires occupent probablement les magasins du rez-de-chaussée et le seul locataire du reste du rez-de-chaussée et des trois étages, c'est-à-dire de la surface occupée par l'hôtel des voyageurs, M. Milliet, paie à lui seul 24 000 francs soit près de 60 % du total. En juin 1923, à liquidation de la succession de Laurent Laporte, l’immeuble est estimé à 926 500 francs.

## Des transformations nombreuses, une préservation récente

### Principales modifications
Quel aspect Desargues avait-il donné à l’hôtel ? Ce qui en reste aujourd’hui ne ressemble plus à celui de 1653, même si les travaux les plus récents ont tenté, contrairement aux transformations précédentes, de retrouver et de remettre en valeur l’architecture du XVIIe siècle. Le bâtiment a échappé aux destructions en 1793 mais au cours du XIXe siècle, des modifications importantes ont été faites.

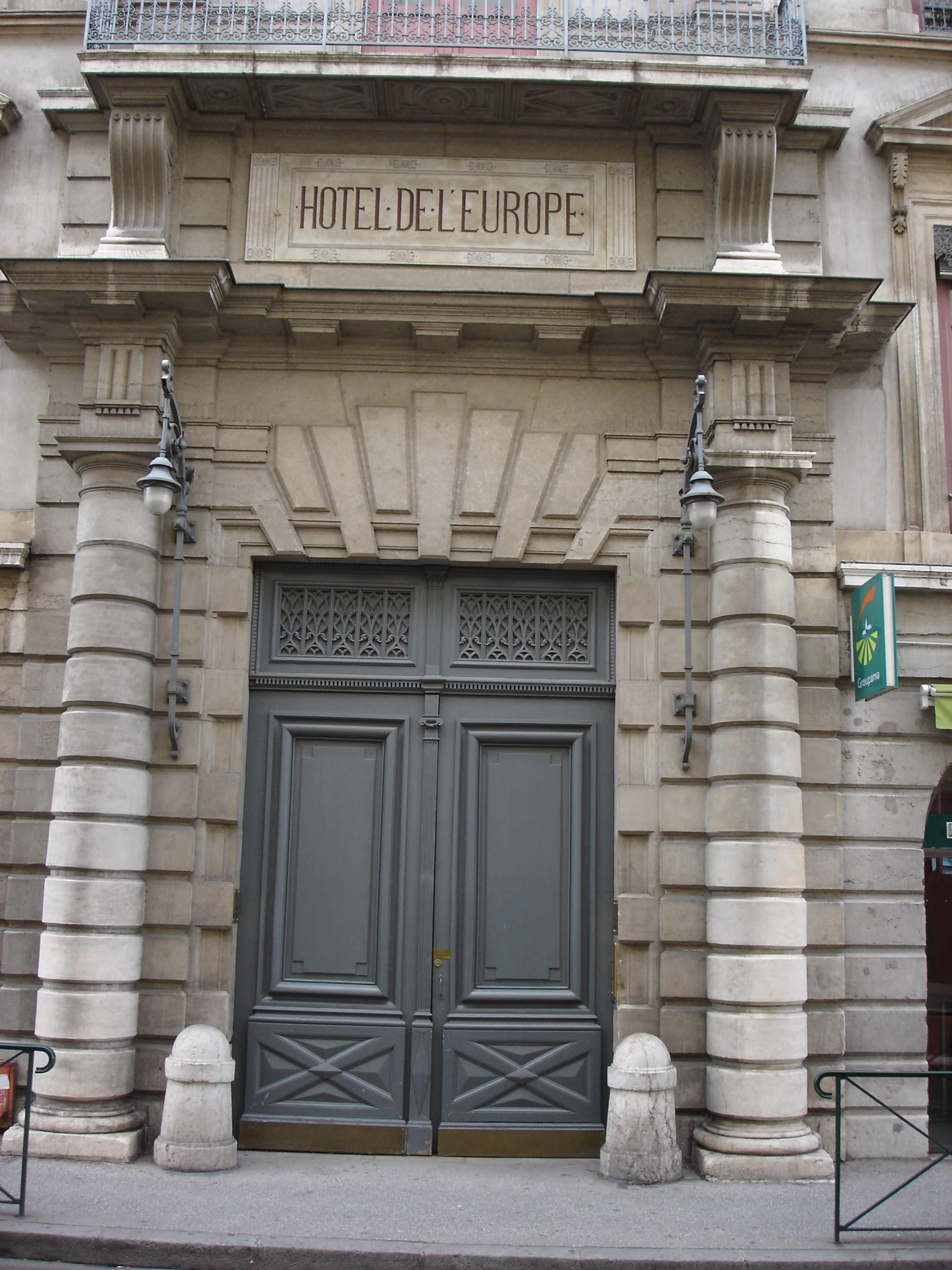
Hôtel de l'Europe : Portail actuel

L’entrée officielle de l’hôtel se trouvait du côté de la rue, elle ouvrait sur une grande cour intérieure affectée à l’origine probablement aux écuries. Son portail, peut être celui qui existe encore aujourd’hui, et les deux murs de part et d’autre ne portaient pas encore d'étages. Les corps de logis élevés donnaient probablement sur trois côtés de la cour intérieure. Les appartements aux pièces les plus somptueuses étaient et sont toujours ceux des premier et second étages avec fenêtres sur la Saône et la primatiale Saint-Jean. Y avait-il une autre entrée du côté du quai ? Le jardin, on l’a vu, a très vite disparu au profit de constructions. 
Les principales transformations ont été faites dans la seconde moitié du XIXe siècle : en 1853 on procède à une surélévation de la façade sud ; au-dessus de l’élégant portail, visible sur la gravure célébrant la reconstruction de juin 1800, sont élevés de nouveaux appartements sur trois niveaux .
En 1862, la décision de démolir le pont Bonaparte et les exhaussements du quai des Célestins qui en résultent, ont eu pour conséquence de nécessaires réparations et de nouvelles transformations. Plus tardivement, entre 1873 et 1900  la verrière de la salle de bal est construite ; longtemps préservée et louée pour des fêtes de bienfaisance, des mariages, ou des rallyes, elle est démolie tardivement, en 1970. 

### « Les splendeurs retrouvées»

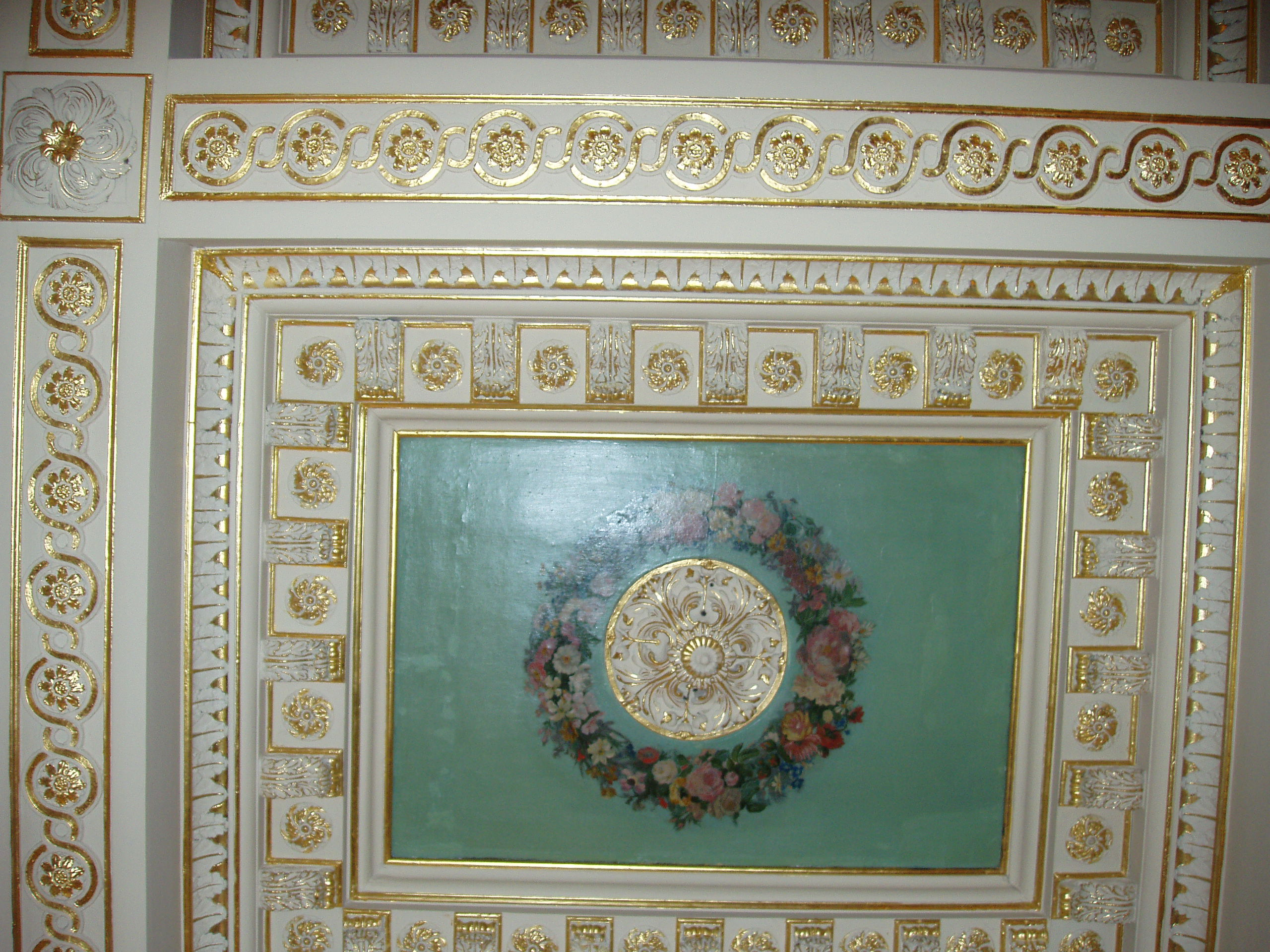
Plafond à caissons restauré.

Le ministère de la Culture a inscrit, en date du 10 septembre 1996, l’hôtel (ses parties anciennes et ses peintures) aux monuments historiques. L’édifice est protégé et des travaux sont faits depuis 1997 sous leur contrôle. 
Les éléments protégés sont le bâtiment (à l'exception des surélévations des toitures), le grand escalier et la rampe d'appui et pour ce qui est du décor intérieur, la salle au plafond à caissons au premier étage, les deux salons du second étage, salon dit de Minerve et salon dit d'Hercule avec leurs décors. 

Les travaux de restauration et de rénovation se sont portés plus particulièrement sur la toile d’Hercule vainqueur de la reine des Amazones, sur les plafonds de la suite du second étage, mais aussi sur un certain nombre de décorations des murs et des portes des autres appartements dont la salle du premier étage avec son magnifique plafond à caissons. 
À l'intérieur de l'hôtel, trente cinq logements, bureaux et commerces ont été créés, représentant une surface de 5 000 m2, le chantier a duré de mars 1997 à septembre 1998.

### Un centre d'activités tertiaires
Quand l'ensemble est vendu, le 13 mars 1924, à l’Union des syndicats agricoles du Sud Est, son activité d'hôtel de voyageurs a déjà cessé. L’installation de cette puissante organisation syndicale semble ne se faire qu’en 1926. Son Président choisit comme bureau le salon d'Hercule et l’administrateur délégué de l’Union à l’époque, Emmanuel Voron, tient à souligner cette métamorphose en écrivant : « Il n’est pas sans intérêt de constater que cette maison, qui a appartenu pendant plus d’un siècle à des financiers et a ensuite servi à des voyageurs cossus, soit devenue l’hôtel de tous les agriculteurs affiliés à l’Union. » L’Union du Sud Est regroupe de grands juristes et des bourgeois aisés possédant des propriétés foncières. Souvent conservateurs et anti-républicains, ils exercent ainsi une sorte de contrepouvoir. Sous le régime de Vichy, l’Union du Sud Est accepte la politique agricole de Pétain, l’Hôtel de l’Europe sert ainsi d’antenne régionale à la Corporation paysanne entre 1942 et 1944.
En 1976, l’agriculture quitte les lieux pour céder la place à des services annexes du tribunal de grande instance. Celui-ci rejoint en 1995 la nouvelle cité judiciaire du 3e arrondissement. C’est la Caisse d’assurance mutuelle agricole Groupama qui prend la suite et qui transforme l’hôtel en logements, bureaux et commerce. Un recensement fait en 2005 des activités installées dans ce lieu donne des sociétés d’assurance avec la direction départementale de Groupama Rhône-Alpes Auvergne et La Médicale de France. Ajoutons à la liste des occupants un cabinet conseil de recrutement, CPM Search, des organismes financiers ou bancaires, UAF Patrimoine et UBS France, mais aussi un commerce de meubles de style et contemporains, Grange Boutique.